# ISAAR
ISAAR (skrót od ang. International Standard Archival Authority Record). Międzynarodowy standard archiwalnych haseł wzorcowych ciał zbiorowych, osób i rodzin, służący do znormalizowanego opisu aktotwórcy, ściśle związany z wielopoziomowym standardem opisu materiałów archiwalnych ISAD.
Polska wersja ukazała się w 2000 r., a jej autorką jest Anna Laszuk.